# Jesenovik
Jesenovik is een plaats in de gemeente Kršan in de Kroatische provincie Istrië. De plaats telt 59 inwoners (2001).